# Sobór Wszystkich Świętych w Dubosarach
Sobór Wszystkich Świętych – prawosławny sobór w Dubosarach, w dekanacie dubosarskim eparchii tyraspolskiej i dubosarskiej Mołdawskiego Kościoła Prawosławnego. 

## Historia

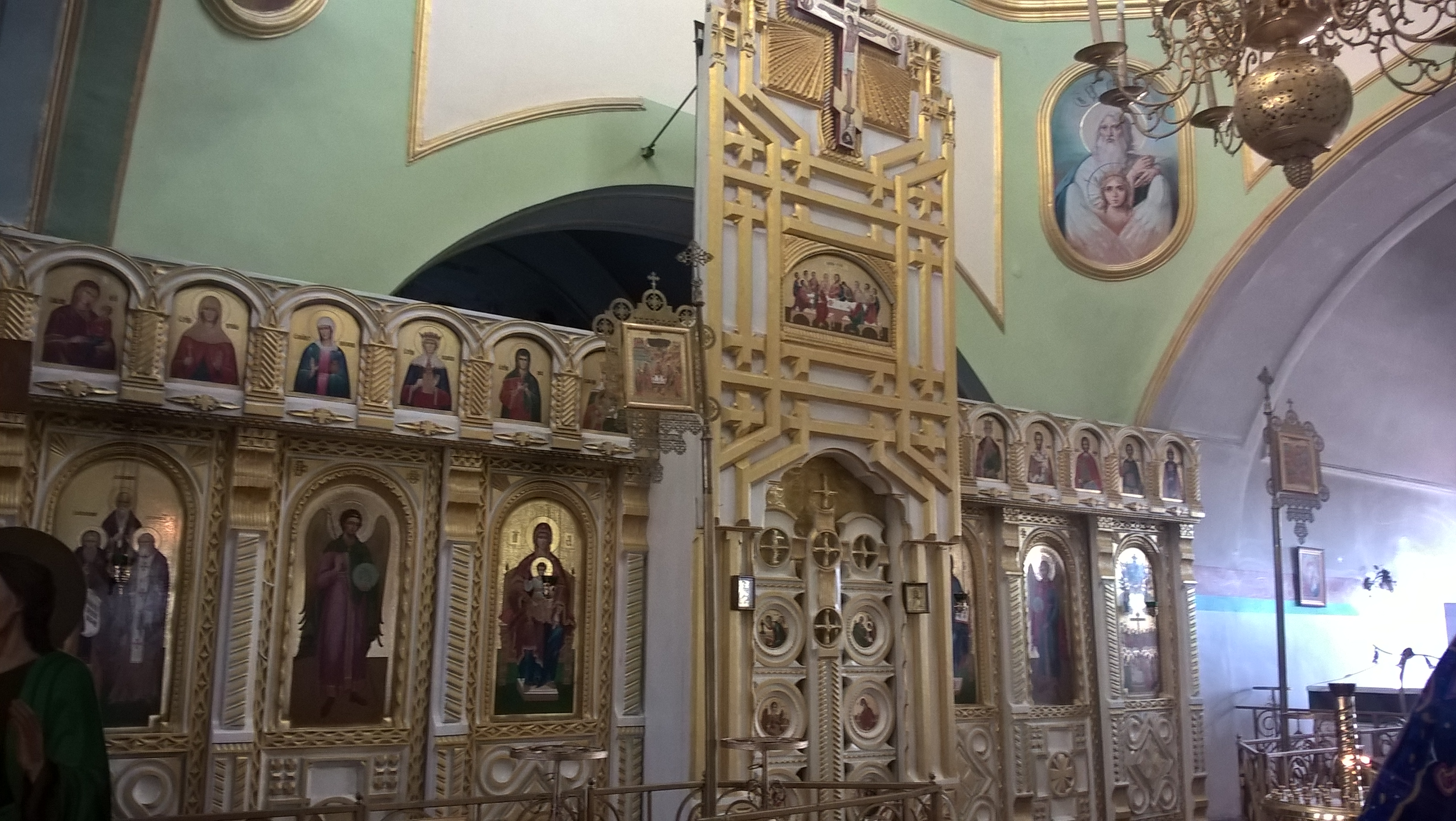
Ikonostas

Cerkiew została wzniesiona w latach 1797–1804 z błogosławieństwa metropolity dnieprowskiego i taurydzkiego Gabriela. Fundatorem obiektu sakralnego był kupiec Michaił Zojanow z Niżyna. W latach 40. XIX w. do budynku dobudowano dzwonnicę. W latach 80. XIX w. do miejscowej parafii należało 828 osób. Do początku XX w. liczba ta wzrosła do 2700. 
Cerkiew została zamknięta po rewolucji październikowej, dokładny moment tego wydarzenia nie został ustalony. Do II wojny światowej w budynku mieściły się różne świeckie instytucje, m.in. magazyn. Podczas II wojny światowej obiekt powtórnie poświęcono, nadając mu wezwanie św. Paraskiewy Serbskiej. Świątynia pozostała czynna do 1953 r., gdy władze ponownie ją zamknęły. Budowlę zaadaptowano na ośrodek kolarski. Do 1988 r., gdy nastąpiło ponowne otwarcie obiektu sakralnego, w Dubosarach nie było czynnej świątyni prawosławnej. Wyposażenie cerkwi odnowiono w oparciu o dary pieniężne i rzeczowe wiernych. W 1996 r. budynek przeszedł kapitalny remont, zaś w 1998 r. biskup tyraspolski i dubosarski Justynian dokonał jego powtórnego poświęcenia, przywracając mu pierwotne wezwanie Wszystkich Świętych (kult Paraskiewy Serbskiej nadal jest jednak żywy w świątyni). W tym też momencie cerkiew otrzymała rangę soboru, jako że stała się drugą katedrą eparchii tyraspolskiej i dubosarskiej.